# Jan Veulemans
Jan Veulemans (Turnhout, 3 maart 1928) is een Vlaams schrijver van romans, essays, novellen en gedichten.

## Biografie
Jan Veulemans werd geboren in Turnhout in het arbeidersgezin van Aloïs Veulemans en Josefina Geenen. Hij liep school aan het Sint-Victor Instituut en het Sint-Jozefscollege te Turnhout. Tijdens zijn middelbare schoolperiode volgde hij de richting Grieks-Latijn in datzelfde college. Van 1948 tot 1952 studeerde hij rechtsgeleerdheid aan de Katholieke Universiteit Leuven waar hij zijn doctoraat in de Rechten behaalde. In 1953 debuteerde hij met de dichtbundel Pianissimo. Veulemans ging in 1954 aan de slag als juridisch adviseur bij het ACV te Brussel. Het diploma Licentiaat in de Sociale en Politieke Wetenschappen behaalde hij in 1955, eveneens aan de KULeuven; waarna hij van 1956 tot 1977 als leerkracht actief was aan het Hoger Instituut voor Maatschappelijk Werk te Antwerpen. Achtereenvolgens waren zijn functies: regionaal directeur bij het Verbond Katholieke Werkgevers te Turnhout, personeelsdirecteur bij Janssen Pharmaceutica in Beerse en lid van de Koninklijke Academie voor Nederlandse Taal- en Letterkunde.
Op 16 augustus 2008 verkreeg hij het ereburgerschap van de stad Turnhout.

## Onderscheidingen
- 1952: Poëzieprijs van de provincie Antwerpen
- 1957: Literatuurprijs van de gemeente Hilvarenbeek voor Vader
- 1958: Arthur Merghelynckprijs (KANTL) voor Onbestendig
- 1958: Poëzieprijs van de Vlaamse Poëziedagen
- 1960: Literatuurprijs van de gemeente Hilvarenbeek voor Landschap
- 1961: Poëzieprijs van de Vlaamse Poëziedagen
- 1964: Literatuurprijs van de gemeente Hilvarenbeek voor Zoon
- 1977: Poëzieprijs van de provincie Antwerpen voor Anders denkend
- 2007: Literatuurprijs van de Provincie Antwerpen voor zijn gezamenlijk werk
- 2007: Nestorprijs (De Nestor-prijs werd in het leven geroepen door de stichters-redacteuren van het kleine, maar gereputeerde literaire tijdschrift Heibel)
- 2007: Provinciale prijs voor letterkunde 2007, voor een gezamenlijk oeuvre
- 2008: Ereburger van de stad Turnhout